# パラジウム
パラジウム（英: palladium）は原子番号46の元素。元素記号は Pd。白金族元素の1つ。貴金属にも分類される。

## 特徴・性質
常温、常圧で安定な結晶構造は、面心立方構造 (fcc)。銀白色の金属（遷移金属）で、比重は12.0、融点は1555 °C（実験条件等により若干値が異なることあり）。希少金属の1つ。
耐食性と柔らかさを持ち、合金の素材として利用。
パラジウムは白金族中で耐酸性が最も弱い。酸化力のある酸（硝酸など）には溶ける。酸化剤が存在すると塩酸にも溶ける。

## 名称
名前はこの前年に発見された小惑星パラス (pallas) にちなんだもの。

## 用途
自分の体積の935倍もの水素を吸収するため、水素吸蔵合金として利用される。加工のしやすさから電子部品の材料としても使われたが、供給シェアの6割をロシアに依存しており、価格が不安定なことからニッケルなどの金属への代替が進められている。
特筆すべきは、パラジウムは日本の歯科治療（インレー）の合金として利用されている。いわゆる「銀歯」とは、金銀パラジウム合金のことで、銀歯には20%以上のパラジウムを含んでいる。

### ジュエリー用貴金属として
貴金属としてジュエリーにも利用されている。
最も多いのは、プラチナ950や900の、またホワイトゴールドの割り金としての利用である。プラチナの場合は硬さの調節と色調のため、ホワイトゴールドは金色の白色化のために利用される。近年、価格の高いプラチナや、ホワイトゴールドに替わって、パラジウムをメインに使用した合金のジュエリーが生産され始めている。パラジウムは鋳造時にガスを大量に吸い込んで鬆（す）が出やすく、大気中でのろう付も枯れやすく難しいため、最近までジュエリーに加工されなかったが、技術の進歩で開発が進んで新しいジャンルとして注目されている。
ジュエリー用パラジウム合金は、ISO9202、JIS-H6309が、Pd950と、Pd500を品位区分として定めている。また、CIBJO（国際貴金属宝飾品連盟）は、前記2種に、Pd999を加えている。Pd950は、ネックレスやリングなどの一般的なジュエリーに用いられている。Pd500は、銀との合金として、ソフトホワイトの名称で変色しない銀合金として用いられていた時代があったが、現在は銀合金というよりパラジウム合金として認知されている。
造幣局の貴金属品位証明制度は、金、銀、プラチナ合金の品位検定を行っているが、パラジウム合金は品位検定を行っていない。

### 触媒として
工業的には自動車の排気ガス浄化用の触媒（三元触媒）やエチレンからのアセトアルデヒドの合成（ワッカー酸化）に用いる触媒など、様々な反応の触媒として使われている。有機合成分野においては接触還元の触媒として、活性炭に担持させたパラジウム炭素が常用される。また主にホスフィン錯体が、クロスカップリング反応やヘック反応などC-C結合生成反応の触媒として用いられる。実験室から工業レベルまで応用範囲は広く、これらパラジウム触媒を用いる反応の開発に対し、リチャード・ヘック・根岸英一・鈴木章らに2010年のノーベル化学賞が贈られている。

## 歴史
1803年にイギリスの化学者、物理学者ウイリアム・ウォラストン (W. H. Wollaston) によって発見。

## 産出
2007年においてパラジウムの世界の産出量は、ロシアが44%、南アフリカ共和国が40%、カナダが6%、アメリカ合衆国が5%を占める。
パラジウムは、プラチナやニッケルなどの副産物として生産されるため、生産量は主産物の産出動向に左右される。2010年代、南アフリカのプラチナ鉱山で閉鎖が相次ぐとパラジウムの生産量が減少して価格が高騰。2018年には過去最高を記録した。
また、2022年にはロシアのウクライナ侵攻に対する、ロシアへの経済制裁により、歯科治療や自動車部品等に使われるパラジウムが不足し価格が高騰すると懸念されている。